# Orlaya daucorlaya
Espèce
Synonymes
- Daucus daucorlaya (Murb.) Drude, 1897[1],[2]
- Daucus daucorlaya (Murb.) Fiori, 1907[1]

Orlaya daucorlaya est une espèce de plantes à fleurs de la famille des Apiaceae et du genre Orlaya, endémique d'Europe du sud-est.

## Description
Orlaya daucorlaya diffère de Orlaya grandiflora (L.)Hoffm. principalement par la simple rangée d'épines sur les côtes latérales du fruit, et est difficile à reconnaître à l'état fleuri. Elle a été découverte près de Mostar par Svante Samuel Murbeck en 1892, puis a été plus tard également trouvée en Macédoine et en Thessalie, et seulement bien plus tard trouvée par Árpád von Degen en Italie. Sa présence dans les pays côtiers de la mer Adriatique avait déjà été suspectée par Murbeck. La plante a souvent été négligée en raison de sa ressemblance avec Orlaya grandiflora, et aussi au fait qu'elle est vraiment plus rare.
Les épines des fruits d'Orlaya daucorlaya sont fortement crochues à l'extrémité déjà au moment de la floraison, alors qu'elles sont toujours droites ou seulement légèrement courbées chez Orlaya grandiflora au stade juvénile. Cette caractéristique semble apte à déterminer avec certitude les individus en fleurs dans tous les cas.
Orlaya daucorlaya et Orlaya platycarpos présentent le même dépôt de cristaux sur la surface articulaire qu'Orlaya grandiflora.
Chez Orlaya daucorlaya, la forme latéralement comprimée et fortement crochue des épines est beaucoup plus importante que la simple rangée d'épines. Des transitions réelles entre 0. daucorlaya et O. grandiflora ne se produisent pas.

## Répartition
L'espèce est présente en Albanie, Grèce, Italie et Yougoslavie.